# Besleria trichiata
Besleria trichiata är en tvåhjärtbladig växtart som beskrevs av Conrad Vernon Morton. Besleria trichiata ingår i släktet Besleria och familjen Gesneriaceae. Inga underarter finns listade i Catalogue of Life.